# عبيد الحقل في الولايات المتحدة
كان عمال الحقول عبيدًا يعملون في المزارع. وكانوا يُستخدمون عادةً لزراعة ورعاية وحصاد القطن والسكر والأرز والتبغ.

## مهامهم
كان عبيد الحقل يعملون عادةً في الحقول من شروق الشمس حتى غروبها تحت إشراف مشرف. كان المشرف يضمن عدم هروب العبيد أو تباطؤهم أو توقفهم عن العمل الميداني حتى انتهاء النهار.

## لباسهم
كان المستعبدون يُعطون عبيد الحقل زيًا واحدًا سنويًا. خلال فصل الشتاء، ربما كانوا يُعطون عبيد الحقل ملابس إضافية أو مواد لصنع أقمشة أخرى للتدفئة.

### الأطفال
لم يكن الأطفال المستعبدون يذهبون إلى المدرسة، وكان عليهم العمل في سن مبكرة قدر الإمكان. كلف المستعبدون الأطفال الأصغر سنًا بمهام أخف، مثل إحضار الطعام وحراسة الماشية. ولم يوفروا لهم سوى القليل من الملابس حتى بلوغهم سن البلوغ.

### النساء
أعطى المستعبدون النساء المستعبدات فساتين طويلة ليرتدينها في الصيف. وفي الشتاء، كن يصنعن لأنفسهن شالات وسراويل. وكثيرًا ما كانت النساء المستعبدات يرتدين عمائم على رؤوسهن لتغطية شعرهن.

### الرجال
أعطى المستعبدون الرجال المستعبدين سراويل ليرتدوها في الصيف ومعاطف طويلة في الشتاء.

## الوجبات
كان المستعبدون يُقدّمون لعبيد الحقول حصصًا أسبوعية من الطعام، بما في ذلك اللحوم والذرة والدقيق. وإذا سمحوا بذلك، كان بإمكان المستعبدين امتلاك حديقة لزراعة خضراوات طازجة. وإلا، لم يكن بإمكانهم سوى إعداد وجبة من حصصهم وأي شيء آخر يجدونه.